# Ernst Gräfenberg
Ernst Gräfenberg (Adelebsen, 26 september 1881 – New York, 28 oktober 1957) was een Duits gynaecoloog die onderzoek deed naar seksuele fysiologie. Zijn naam werd in 1981 verbonden aan de door hem 'ontdekte' erogene zone gräfenbergplek, ofwel G-plek, en de vrouwelijke ejaculatie.